# Cyclopeplus cyaneus
Cyclopeplus cyaneus är en skalbaggsart som beskrevs av Thomson 1860. Cyclopeplus cyaneus ingår i släktet Cyclopeplus och familjen långhorningar. Inga underarter finns listade i Catalogue of Life.